# Wiener Hofmusikkapelle
Die Wiener Hofmusikkapelle ist heute ein Kirchenmusikensemble, das aus der k.u.k. Hofmusikkapelle hervorgegangen ist. Als Gründungsjahr wird 1498 gehandelt, was auf eine personelle Erweiterung und Reorganisation durch Maximilian I. zurückgeht. Die Wiener Hofmusikkapelle, die für gewöhnlich in der Hofburgkapelle konzertiert, setzt sich heute aus den Wiener Sängerknaben, Teilen der Wiener Philharmoniker, Teilen des Herrenchores der Wiener Staatsoper und einer aus ehemaligen Wiener Sängerknaben bestehenden Choralschola zusammen.

## Geschichte der Hofmusikkapelle

### Gründungszeit
Die frühe Geschichte der Habsburgischen Hofkapellen wird etwa durch die Matrikeln der Universität Wien erhellt, die 1397 einen gewissen Jacobus de Holandia als „Cantor“ Albrechts IV. ausweisen. Einige Jahrzehnte später sind es die Protokolle des Konzils von Basel, in denen Johannes Brassart mehrmals aufgeführt ist. Er wird 1434 als Kaplan, drei Jahre später explizit als Rector Capelle bezeichnet. Weiteren Aufschluss erlauben zwei Huldigunsmotetten des Hauses Habsburg. Romanorum rex inclite – entstanden aus Anlass des Todes Kaiser Albrechts II. – führt neben weiteren Mitgliedern auch ihren vermutlichen Verfasser Johannes de Sarto namentlich an. Die zweite O rex Fridrice stammt wiederum von Brassart und Huldigt Kaiser Friedrich III.
Wahrscheinlich gab es bereits unter seiner Regentschaft eine deutsche und eine französische Kantorei sowie eine Gruppe von Bläsern und Paukern. Auch der ungarische König Matthias Corvinus, der von 1485 bis 1490 Wien besetzt hielt, verfügte über eine deutsche und eine französische Kantorei in Wien.

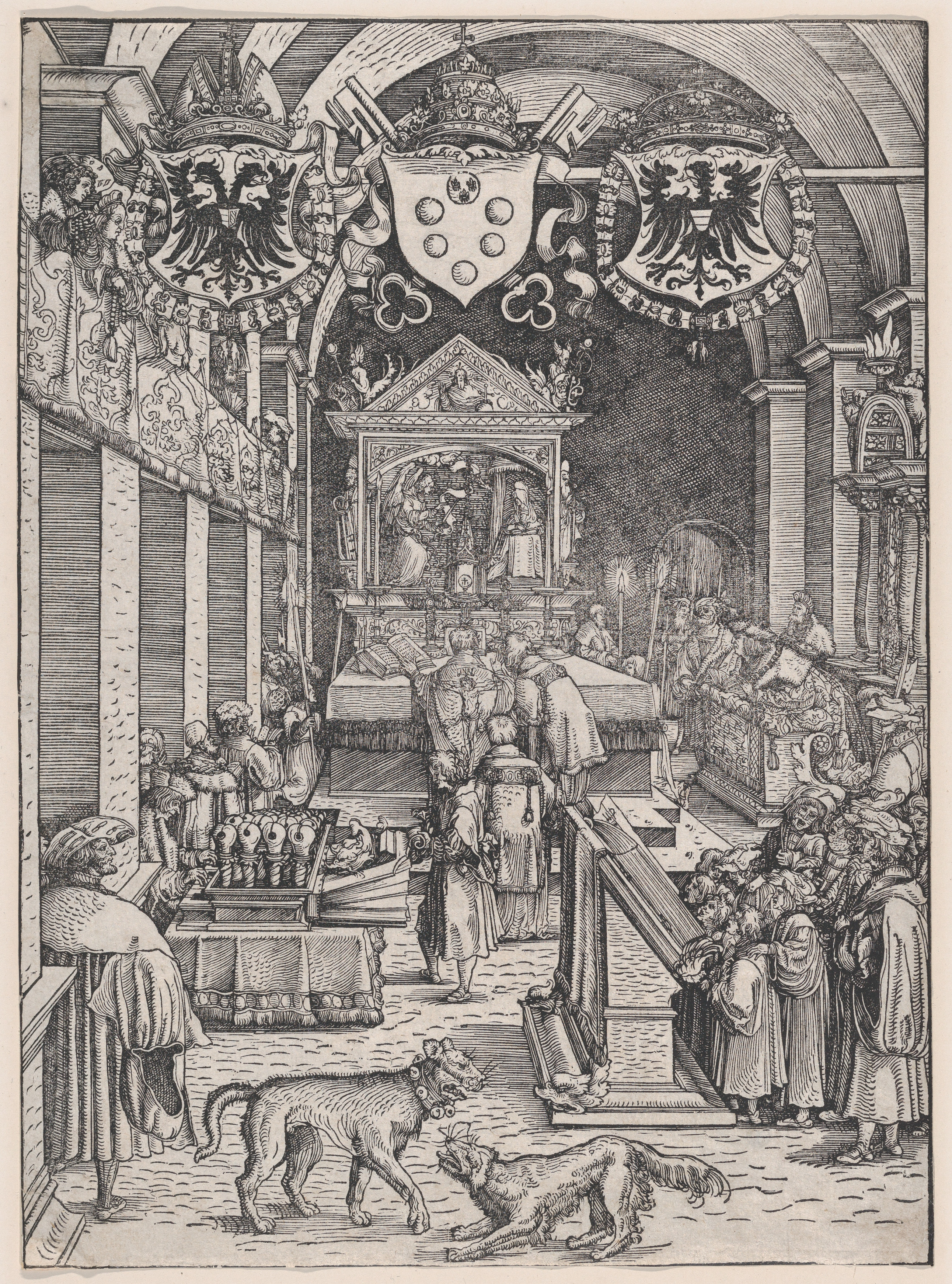
Messe mit der Hofkapelle 1515

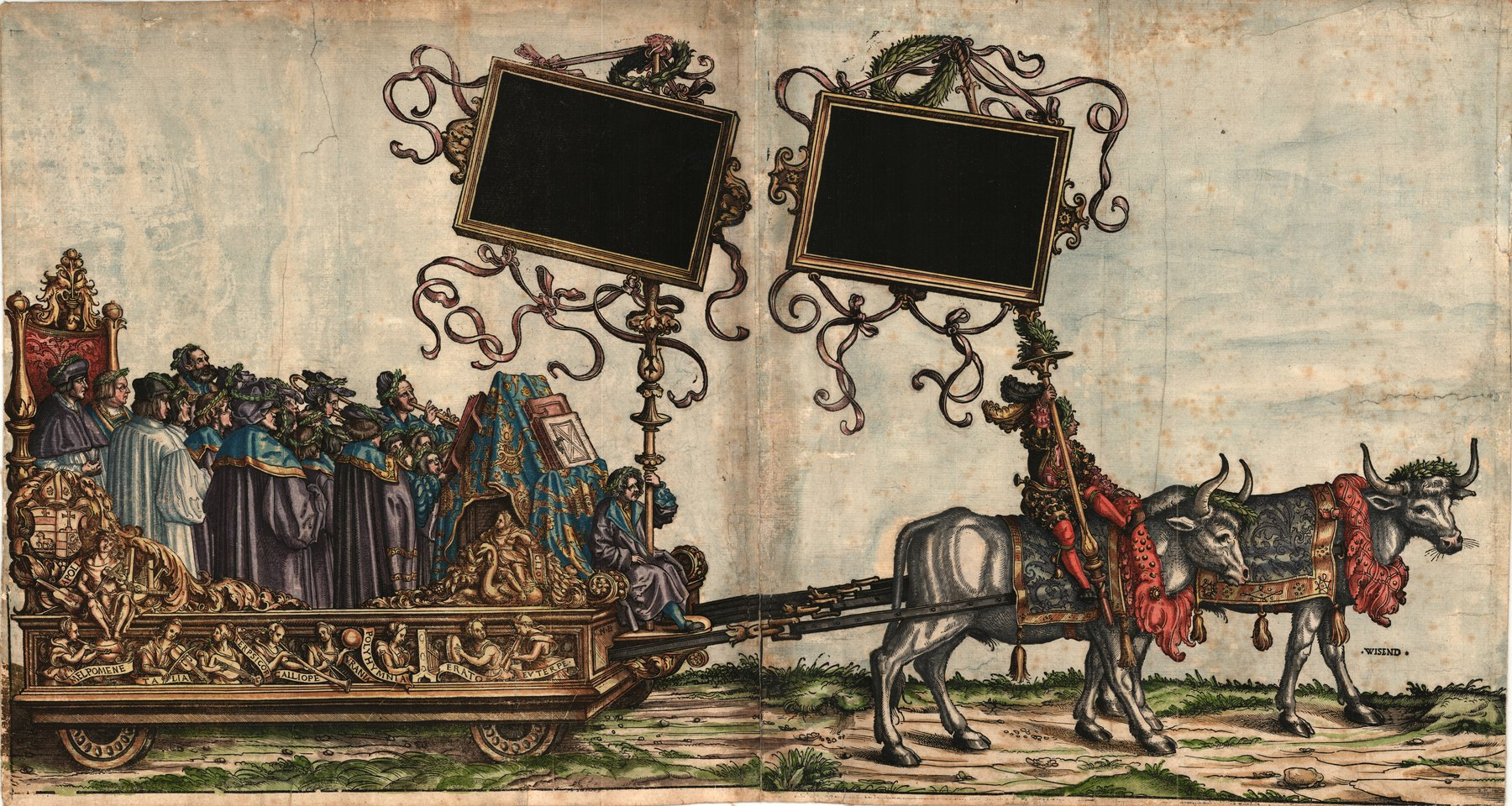
„Musica Canterey“. Triumphzug des Kaisers Maximilian. Hand Burgkmair, 1517/1518

Anschließend erwies sich Maximilian I. (1459–1519) als Förderer der Hofmusik. Nach seiner Hochzeit mit Maria von Burgund 1477 und auch nach deren Tod im Jahre 1482 verfügte er über eine burgundische Hofkapelle, die im April 1486 Maximilians Krönung zum römisch-deutschen König in Aachen musikalisch gestaltete. Diese überließ er aber später seinem Sohn Philipp dem Schönen in den Niederlanden. 1490 übernahm Maximilian mit der Regentschaft in Tirol auch die Innsbrucker Hofkapelle, unter anderem mit dem Organisten Paul Hofhaimer und dem Komponisten Pierre de la Rue. Allerdings kann man zu diesem Zeitpunkt noch nicht von einer Wiener Hofkapelle sprechen, da sich der Hof unter Maximilian I. nicht primär in Wien aufhielt. So hatte die Kapelle bis 1498 keinen besonderen Bezug zu Wien.
Am 7. Juli 1498 schrieb Maximilian I. einen Brief aus Freiburg im Breisgau, in dem er veranlasste, einen Singmeister, zwei Bassisten und sechs „Mutanten Knaben“ in Wien fest anzustellen. Am 20. Juli 1498 fand die Anordnung Maximilians ihren Niederschlag in den Gedenkbüchern seiner Finanzverwaltung. In einer Abschrift heißt es, Maximilian habe „zu Wien ain Capellen auffzurichten furgenomen, und derselbig Capellen herren Georgen N. zu Singmaister, Bernharten Meder und Oswalten zu zwayen Bassisten, auch sechs Mutanten Knaben, nemlich Adam von Lüttich, Bernharten von Bergen, Mathias vom Krembs, Symon vom Pruck an der Leytha, Johannes von Gmunden, und Steffan von Ybs zu discanten auff Brabandisch zu discantiern verordent“.
Allgemein gilt daher 1498 als Gründungsjahr der Wiener Hofmusikkapelle, obwohl es sich um keine wirkliche Gründung handelte und es keine eigentliche Gründungsurkunde gibt. Als geistlicher Leiter der Kapelle wurde der Slowene Georg Slatkonia eingesetzt, zu den berühmten Musikern unter Maximilian I. zählten unter anderem der Flame Heinrich Isaac und der Schweizer Ludwig Senfl.
Die Kapelle ging häufig mit Maximilian I. auf Reisen. 1495 war man auf dem Reichstag zu Worms, 1496 in Augsburg, 1498 auf dem Reichstag in Freiburg im Breisgau. 1500 wurden Augsburg und Bruneck, 1501 Linz, Nürnberg und Innsbruck bereist.
Unter Ferdinand I. stammten die meisten Mitglieder der Hofkapelle aus den Habsburgischen Niederlanden, dem heutigen Belgien, so die Kapellmeister Arnold von Bruck (1527–1545), Pieter Maessins (1546–1562), Jean Guyot de Châtelet (1563–1564), Philippe de Monte (1568–1603) und Lambert de Sayve (1612–1614), des Weiteren Vizekapellmeister Stephan Mahu, Hoforganist Jakob Buus (um 1500–1565) und die Mehrzahl der Sänger.

### Barock
Mit dem Amtsantritt Ferdinands II. im Jahr 1619 begann die Vorherrschaft italienischer Musiker, die die Musik des Barock in Wien einführten. Ferdinands Ehe mit Eleonora Gonzaga, deren Familie die Gönner und Förderer Monteverdis waren, festigte die Verbindungen zwischen Wien und der italienischen Musik. Die Hofkapellmeister seit Giovanni Priuli (1619–1629) betätigten sich vor allem auf dem Gebiet der Instrumental- und Kirchenmusik. 1637 wurde Johann Jakob Froberger zum Hoforganisten berufen. Hofkapellmeister waren Giovanni Valentini, Antonio Bertali, Giovanni Felice Sances, Johann Heinrich Schmelzer, Antonio Draghi, Marc’Antonio Ziani und Johann Joseph Fux, unter dessen Leitung Antonio Caldara als Vizekapellmeister tätig war.
Die Musikbegeisterung der komponierenden Kaiser Ferdinand III., Leopold I., Joseph I. und Karl VI. sorgte für eine Blütezeit der Hofmusikkapelle im Barock. Die dominierende Musikgattung des siebzehnten Jahrhunderts war die Oper, die 1629 in Wien ihren Einzug hielt. Im Hochbarock dominierte jedoch die Kirchenmusik. Das »goldene Zeitalter« der Musik am Wiener Hof endete mit dem Tod Kaiser Karls VI. im Jahre 1740.

### Aufklärung und Wiener Klassik
Unter Kaiserin Maria Theresia verlor die Hofmusik ihre Stellung als bedeutender Teil höfischer Repräsentation. Im Zuge von Sparmaßnahmen verpachtete sie die Kapelle an den Organisten Georg Reutter den Jüngeren. Dieser hatte ein fixes Budget, aus dem er die Hofmusik zu finanzieren hatte. In der Folge sanken nicht nur die Qualität, sondern auch die Musikerzahlen (von 130 auf etwa 20). Die geplanten Einsparungen waren nicht erfolgreich, denn Reutter überzog regelmäßig sein Budget.
Während der Wiener Klassik waren unter anderem Christoph Willibald Gluck und Wolfgang Amadeus Mozart Hofkomponisten. Kaiser Joseph II.  beschränkte insbesondere die Kirchenmusik und begrenzte die Verwendung von Instrumenten im Gottesdienst. Antonio Salieri war der letzte Italiener, der als Hofkapellmeister diente (1788–1824). Sein Nachfolger war Joseph von Eybler (1824–1834).

### Vom 19. Jahrhundert bis zur Gegenwart

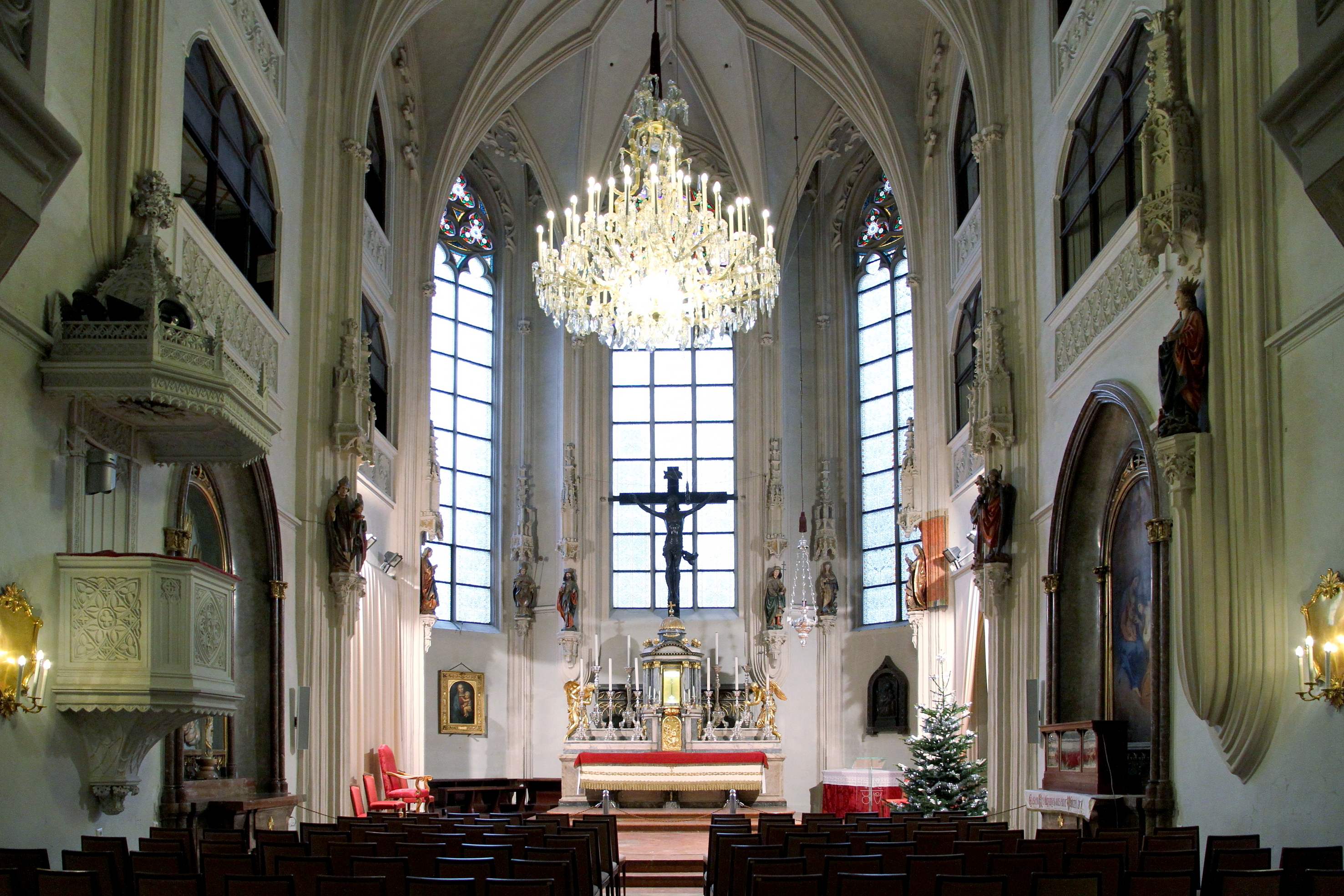
Innenansicht der Wiener Hofburgkapelle

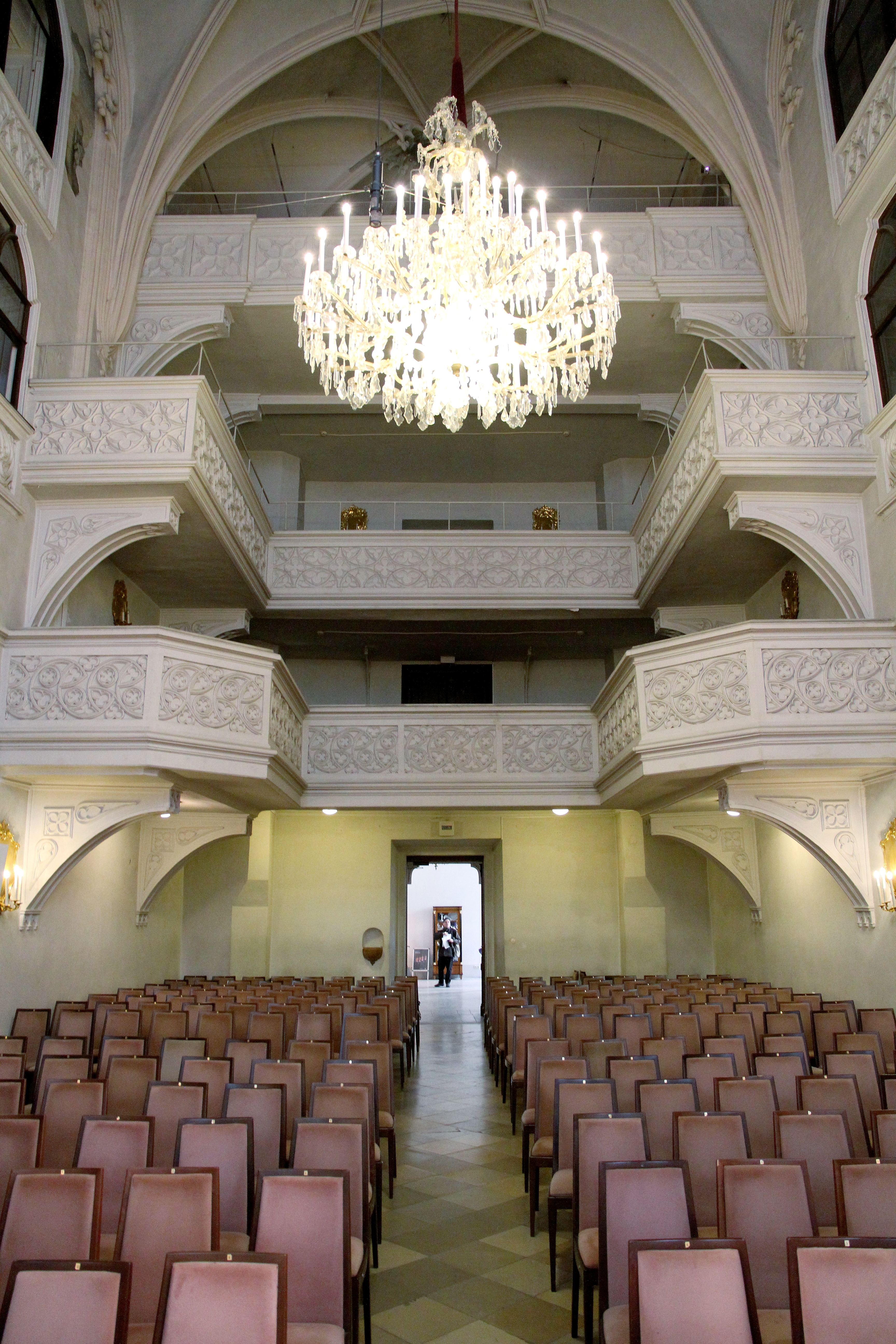
Die dreigeschoßige Empore der Hofburgkapelle

Die Funktion der Hofmusikkapelle wurde mehr und mehr auf den sakralen Bereich reduziert; im neunzehnten Jahrhundert wurde fast nur noch Kirchenmusik aufgeführt. Franz Schubert bewarb sich erfolglos um den Posten des Assistenten des Hofkapellmeisters. Unter den herausragenden Musikern im ausgehenden neunzehnten Jahrhundert finden sich Anton Bruckner, der von 1878 bis 1892 Hoforganist war, und der Dirigent Hans Richter, Hofkapellmeister von 1893 bis 1900.
Nach dem Zusammenbruch der Monarchie wurde die Hofmusikkapelle dem Ministerium für Unterricht unterstellt. Neue Sängerknaben wurden nicht mehr eingestellt. Damen des Wiener Staatsopernchores übernahmen die Oberstimmen in der Burgkapelle, bis 1922 die Musiker den Dienst einstellten.
Die heute noch bestehende Hofmusikkapelle setzt sich aus Dirigenten und Organisten, den Wiener Sängerknaben, Mitgliedern des Herrenchors der Wiener Staatsoper sowie Mitgliedern der Wiener Philharmoniker zusammen. Neben öffentlichen Konzerten ist ihre Aufgabe insbesondere die Begleitung der Sonntagsmessen in der Hofburgkapelle, wo die Mitglieder der Hofmusikkapelle jeden Sonntag (ausgenommen Juli und August) musizieren. Das Ordinarium bilden im Wesentlichen Ordinariumsvertonungen von der Renaissance bis zur Gegenwart mit einem Schwerpunkt auf der Wiener Klassik und Romantik. Das Proprium besteht aus gregorianischem Gesang und wird von der Choralschola der Hofmusikkapelle vorgetragen, die sich teilweise aus ehemaligen Mitgliedern der Wiener Sängerknaben zusammensetzt.
Künstlerischer Leiter war von 1986 bis 2009 Uwe Christian Harrer, von 2009 bis 2022 Erwin Ortner, geschäftsführender Leiter war bis August 2019 Walter Dobner, Rektor ist Prälat DDr. Peter Schipka.  Ab 1. März 2014 war die Wiener Hofmusikkapelle als nachgeordnete Dienststelle direkt dem Bundeskanzleramt unterstellt. Heute ist sie dem Bundesministerium für Kunst, Kultur, öffentlichen Dienst und Sport unterstellt. Mit Oktober 2019 wurde Jürgen Partaj von Minister Alexander Schallenberg auf drei Jahre zum Direktor der Wiener Hofmusikkapelle bestellt. Im Herbst 2022 wurde Jürgen Partaj für weitere 5 Jahre als Direktor bestellt.
Derzeit (Stand 2023) sind die Dirigenten Jordi Casals, Johannes Ebenbauer, Martin Schebesta und Mirjam Schmidt sowie die Organisten Elke Eckerstorfer, Jeremy Joseph, Wolfgang Kogert und Robert Kovács bei der Wiener Hofmusikkapelle verpflichtet. Die Choralschola wird von Antanina Kalechyts geleitet.